# Lepanthopsis acuminata
Lepanthopsis acuminata är en orkidéart som beskrevs av Oakes Ames. Lepanthopsis acuminata ingår i släktet Lepanthopsis och familjen orkidéer. Inga underarter finns listade i Catalogue of Life.